# 폭소 대소동
《폭소 대소동》(영어: Fun with Dick and Jane)은 1977년 미국의 코미디 영화이다. 주인공 두 사람 이름은 미국 초등학생 독해력 향상을 위한 교육용 읽기 자료 시리즈 "딕 앤드 제인"(Dick and Jane)에서 따왔다.

## 줄거리
항공우주공학자 딕은 상사 찰리에게 해고 당한 뒤 7만 달러의 빚을 지게 된다. 아내 제인과 함께 새 일자리를 찾아보지만 모든 노력이 수포로 돌아가자 부부는 강도 행각을 벌이기 시작한다.
어느 날 텔레비전에서 청문회에 나온 찰리를 보고 딕은 찰리가 국회의원 뇌물용으로 비자금 20만 달러를 숨겨뒀다는 사실을 깨닫고 찰리 사무실을 턴다. 찰리는 딕과 제인을 현장에서 붙잡지만 경찰이 오자 본인 비리가 들통날 것을 우려해 딕 부부를 신고하지 않는다.
찰리가 사임한 사장 자리엔 딕이 취임한다.

## 출연
- 조지 시걸 - 딕 하퍼 역
- 제인 폰다 - 제인 하퍼 역
- 에드 맥맨 - 찰리 블랜처드 역
- 딕 고티에이 - 윌 박사 역
- 앨런 밀러 - 대부업체 직원 역
- 행크 가르시아 - 라울 에스테반 역
- 존 데이너 - 제인의 아버지 역
- 메리 잭슨 - 제인의 어머니 역
- 월터 브룩 - 위크스 씨 역
- 숀 프라이 - 빌리 역
- 프레드 윌러드 - 밥 역
- 존 브랜던 - 피트 윈스턴 역
- 세이어 데이비드 - 디컨 역
- 버크 번스 - 로저 역
- 드웨인 제시 - 강도 역
- 앤 램지 - 입사 지원자 역
- 크리스천 에릭슨 - 트랜스섹슈얼 역
- 글로리아 스트룩 - 밀드레드 블랜처드 역
- 아트 에번스 - 바 손님 역
- 리처드 포론지 - 풍경화 남성 역
- 해리 홀컴 - 약사 역
- 제임스 지터 - 이민국 직원 역
- 샐머스 러술랄라 - 식권 지급 프로그램 직원 역
- 제이 레노 - 목수 역 (크레디트 미기재)

## 리메이크
2005년 딘 패리소가 연출하고 짐 캐리와 테이아 레이오니가 주연한 개작 《뻔뻔한 딕 & 제인》이 개봉했다.